# Mistrovství světa v krasobruslení 1899
Mistrovství světa v krasobruslení 1899 se konalo 12. února 1899 v Davosu ve Švýcarsko. Bylo to čtvrté MS v krasobruslení v historii.
Gustav Hügel z Rakouska zde získal svůj druhý titul mistra světa. Ulrich Salchow ze Švédska skončil druhý a Edgar Syers z Velké Británie třetí.

## Výsledky

### Muži
| Pořadí | Jméno          | Stát           |
| ------ | -------------- | -------------- |
| 1      | Gustav Hügel   | Rakousko       |
| 2      | Ulrich Salchow | Švédsko        |
| 3      | Edgar Syers    | Velká Británie |

### Rozhodčí
- P. Birum  Švýcarsko
- F. Stahel  Švýcarsko
- J. Olbeter  Švýcarsko
- H. Günther  Švýcarsko
- C. Steffens  Švýcarsko